# Andrej Vavken
Andrej Vavken, slovenski organist, cerkveni skladatelj, narodni buditelj, pedagog, župan in veleposestnik * 29. november 1838, Planina, † 16. april 1898, Cerklje pri Kranju.
Glasbeno se je izšolal v Ljubljani pri Kamilu Mašku. Večino svojega življenja je preživel v Cerkljah, kjer je služboval kot učitelj in organist. Bil je tudi Cerkljanski župan. Izdal je več zbirk cerkvenih pesmi. Mnoge pesmi so ponarodele (npr. Kraljevo znam'nje). Pisal je tudi članke o glasbi.
Po njem je dobil ime cerkveni ženski zbor Andrej Vavken, ki ga vodi Damijan Močnik.